# Jack Price (football)
Pour les articles homonymes, voir Price.
Jack Alexander Price, né le 19 décembre 1992 à Shrewsbury, est un footballeur anglais jouant au poste de milieu de terrain au Shrewsbury Town.

## Biographie

### Capitaine des Rapids du Colorado
Le 8 janvier 2018, il rejoint les Rapids du Colorado en Major League Soccer. Après deux saisons au club, le 5 mars 2020, il signe une nouvelle entente de trois ans et devient également capitaine de son équipe. Le 19 janvier 2022, il prolonge son contrat d'un an, avec deux années supplémentaires en option.
En début de saison 2023, il se blesse gravement en se rompant le tendon d'Achille face à Minnesota United le 18 mars 2023. Ceci le contraint à être opéré et s'absenter pour l'ensemble de l'année.
Le 12 mars 2024, il rejoint Shrewsbury Town.

## Palmarès
Wolverhampton  Wanderers
- Champion d'Angleterre de troisième division en 2014
- Champion d'Angleterre de deuxième division en 2018